# Tô Áo

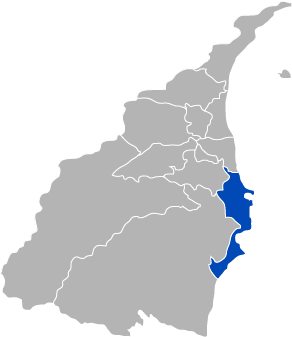
Vị trí tại Nghi Lan

Tô Áo (tiếng Trung: 蘇澳; bính âm: Sūào; Wade–Giles: Su-ao; Bạch thoại tự: So͘-ò), là một trấn (xã) của huyện Nghi Lan, tỉnh Đài Loan, Trung Hoa Dân Quốc (Đài Loan). Trên địa bàn trấn Tô Áo có hai cảng lớn: cảng Tô Áo là một cảng đa chức năng và cũng là một căn cứ hải quân, cảng Nam Phương là một trong những cảng cá lớn nhất tại Đài Loan. Tô Áo hiện phải đối mặt với tình trạng giảm dân số do di cư song cũng là một địa điểm du lịch được biết đến. Trấn có diện tích 89,0196 km², dân số vào tháng 8 năm 2011 là 42.588 người thuộc 13.676 hộ gia đình, mật độ cư trú đạt 478,4 người/km².